# Gran Premio di superbike di Phillip Island 2019
Il Gran Premio di superbike di Phillip Island 2019 è stato la prima prova su tredici del campionato mondiale Superbike 2019, disputato il 23 e 24 febbraio sul circuito di Phillip Island, in gara 1 ha visto la vittoria di Álvaro Bautista davanti a Jonathan Rea e Marco Melandri, la gara Superpole è stata vinta nuovamente da Bautista che ha preceduto Rea e Leon Haslam; lo stesso identico risultato si è ripetuto anche in gara 2.
La vittoria nella gara valevole per il campionato mondiale Supersport 2019 è stata ottenuta da Randy Krummenacher.

## Risultati

### Gara 1

#### Arrivati al traguardo
| Pos. | Nº | Pilota                | Squadra                  | Motocicletta         | Giri | Tempo     | Griglia | Punti |
| ---- | -- | --------------------- | ------------------------ | -------------------- | ---- | --------- | ------- | ----- |
| 1º   | 19 | Álvaro Bautista       | Aruba.it Racing - Ducati | Ducati Panigale V4 R | 22   | 33'38.901 | 3º      | 25    |
| 2º   | 1  | Jonathan Rea          | Kawasaki Racing          | Kawasaki ZX-10RR     | 22   | +14.983   | 1º      | 20    |
| 3º   | 33 | Marco Melandri        | GRT Yamaha               | Yamaha YZF R1        | 22   | +16.934   | 9º      | 16    |
| 4º   | 22 | Alex Lowes            | Pata Yamaha              | Yamaha YZF R1        | 22   | +16.984   | 5º      | 13    |
| 5º   | 60 | Michael van der Mark  | Pata Yamaha              | Yamaha YZF R1        | 22   | +19.179   | 7º      | 11    |
| 6º   | 54 | Toprak Razgatlıoğlu   | Turkish Puccetti Racing  | Kawasaki ZX-10RR     | 22   | +21.203   | 14º     | 10    |
| 7º   | 66 | Tom Sykes             | BMW Motorrad             | BMW S1000 RR         | 22   | +21.488   | 4º      | 9     |
| 8º   | 11 | Sandro Cortese        | GRT Yamaha               | Yamaha YZF R1        | 22   | +23.018   | 6º      | 8     |
| 9º   | 21 | Michael Ruben Rinaldi | Barni Racing             | Ducati Panigale V4 R | 22   | +25.580   | 8º      | 7     |
| 10º  | 7  | Chaz Davies           | Aruba.it Racing - Ducati | Ducati Panigale V4 R | 22   | +27.124   | 16º     | 6     |
| 11º  | 81 | Jordi Torres          | Pedercini Racing         | Kawasaki ZX-10RR     | 22   | +28.214   | 12º     | 5     |
| 12º  | 50 | Eugene Laverty        | Team Goeleven            | Ducati Panigale V4 R | 22   | +30.055   | 11º     | 4     |
| 13º  | 28 | Markus Reiterberger   | BMW Motorrad             | BMW S1000 RR         | 22   | +31.859   | 13º     | 3     |
| 14º  | 36 | Leandro Mercado       | Orelac Racing VerdNatura | Kawasaki ZX-10RR     | 22   | +34.793   | 15º     | 2     |
| 15º  | 91 | Leon Haslam           | Kawasaki Racing          | Kawasaki ZX-10RR     | 22   | +41.009   | 2º      | 1     |
| 16º  | 23 | Ryūichi Kiyonari      | Moriwaki Althea Honda    | Honda CBR1000RR      | 22   | +45.523   | 17º     |       |
| 17º  | 52 | Alessandro Delbianco  | Althea Mie Racing        | Honda CBR1000RR      | 21   | +1 giro   | 18º     |       |

#### Ritirati
| Nº | Pilota       | Squadra               | Motocicletta    | Giri | Griglia |
| -- | ------------ | --------------------- | --------------- | ---- | ------- |
| 17 | Troy Herfoss | Penrite Honda Racing  | Honda CBR1000RR | 16   | 19º     |
| 2  | Leon Camier  | Moriwaki Althea Honda | Honda CBR1000RR | 8    | 10º     |

### Gara Superpole

#### Arrivati al traguardo
| Pos. | Nº | Pilota                | Squadra                  | Motocicletta         | Giri | Tempo     | Griglia | Punti |
| ---- | -- | --------------------- | ------------------------ | -------------------- | ---- | --------- | ------- | ----- |
| 1º   | 19 | Álvaro Bautista       | Aruba.it Racing - Ducati | Ducati Panigale V4 R | 10   | 15'11.323 | 3º      | 12    |
| 2º   | 1  | Jonathan Rea          | Kawasaki Racing          | Kawasaki ZX-10RR     | 10   | +1.176    | 1º      | 9     |
| 3º   | 91 | Leon Haslam           | Kawasaki Racing          | Kawasaki ZX-10RR     | 10   | +5.072    | 2º      | 7     |
| 4º   | 22 | Alex Lowes            | Pata Yamaha              | Yamaha YZF R1        | 10   | +6.713    | 5º      | 6     |
| 5º   | 60 | Michael van der Mark  | Pata Yamaha              | Yamaha YZF R1        | 10   | +6.800    | 7º      | 5     |
| 6º   | 33 | Marco Melandri        | GRT Yamaha               | Yamaha YZF R1        | 10   | +7.904    | 9º      | 4     |
| 7º   | 11 | Sandro Cortese        | GRT Yamaha               | Yamaha YZF R1        | 10   | +8.224    | 6º      | 3     |
| 8º   | 21 | Michael Ruben Rinaldi | Barni Racing             | Ducati Panigale V4 R | 10   | +10.944   | 8º      | 2     |
| 9º   | 50 | Eugene Laverty        | Team Goeleven            | Ducati Panigale V4 R | 10   | +12.416   | 11º     | 1     |
| 10º  | 7  | Chaz Davies           | Aruba.it Racing - Ducati | Ducati Panigale V4 R | 10   | +14.068   | 16º     |       |
| 11º  | 66 | Tom Sykes             | BMW Motorrad             | BMW S1000 RR         | 10   | +14.710   | 4º      |       |
| 12º  | 28 | Markus Reiterberger   | BMW Motorrad             | BMW S1000 RR         | 10   | +16.994   | 13º     |       |
| 13º  | 2  | Leon Camier           | Moriwaki Althea Honda    | Honda CBR1000RR      | 10   | +20.012   | 10º     |       |
| 14º  | 23 | Ryūichi Kiyonari      | Moriwaki Althea Honda    | Honda CBR1000RR      | 10   | +24.013   | 17º     |       |
| 15º  | 54 | Toprak Razgatlıoğlu   | Turkish Puccetti Racing  | Kawasaki ZX-10RR     | 10   | +36.851   | 14º     |       |
| 16º  | 17 | Troy Herfoss          | Penrite Honda Racing     | Honda CBR1000RR      | 10   | +48.731   | 19º     |       |
| 17º  | 81 | Jordi Torres          | Pedercini Racing         | Kawasaki ZX-10RR     | 10   | +58.942   | 12º     |       |

#### Ritirati
| Nº | Pilota               | Squadra                  | Motocicletta     | Giri | Griglia |
| -- | -------------------- | ------------------------ | ---------------- | ---- | ------- |
| 36 | Leandro Mercado      | Orelac Racing VerdNatura | Kawasaki ZX-10RR | 9    | 15º     |
| 52 | Alessandro Delbianco | Althea Mie Racing        | Honda CBR1000RR  | 1    | 18º     |

### Gara 2

#### Arrivati al traguardo
| Pos. | Nº | Pilota                | Squadra                  | Motocicletta         | Giri | Tempo     | Griglia | Punti |
| ---- | -- | --------------------- | ------------------------ | -------------------- | ---- | --------- | ------- | ----- |
| 1º   | 19 | Álvaro Bautista       | Aruba.it Racing - Ducati | Ducati Panigale V4 R | 22   | 33'38.114 | 3º      | 25    |
| 2º   | 1  | Jonathan Rea          | Kawasaki Racing          | Kawasaki ZX-10RR     | 22   | +12.195   | 1º      | 20    |
| 3º   | 91 | Leon Haslam           | Kawasaki Racing          | Kawasaki ZX-10RR     | 22   | +12.454   | 2º      | 16    |
| 4º   | 60 | Michael van der Mark  | Pata Yamaha              | Yamaha YZF R1        | 22   | +16.574   | 7º      | 13    |
| 5º   | 22 | Alex Lowes            | Pata Yamaha              | Yamaha YZF R1        | 22   | +16.859   | 5º      | 11    |
| 6º   | 33 | Marco Melandri        | GRT Yamaha               | Yamaha YZF R1        | 22   | +17.329   | 9º      | 10    |
| 7º   | 7  | Chaz Davies           | Aruba.it Racing - Ducati | Ducati Panigale V4 R | 22   | +26.823   | 16º     | 9     |
| 8º   | 11 | Sandro Cortese        | GRT Yamaha               | Yamaha YZF R1        | 22   | +27.580   | 6º      | 8     |
| 9º   | 50 | Eugene Laverty        | Team Goeleven            | Ducati Panigale V4 R | 22   | +29.116   | 11º     | 7     |
| 10º  | 2  | Leon Camier           | Moriwaki Althea Honda    | Honda CBR1000RR      | 22   | +29.178   | 10º     | 6     |
| 11º  | 36 | Leandro Mercado       | Orelac Racing VerdNatura | Kawasaki ZX-10RR     | 22   | +29.460   | 15º     | 5     |
| 12º  | 28 | Markus Reiterberger   | BMW Motorrad             | BMW S1000 RR         | 22   | +29.896   | 13º     | 4     |
| 13º  | 66 | Tom Sykes             | BMW Motorrad             | BMW S1000 RR         | 22   | +31.231   | 4º      | 3     |
| 14º  | 81 | Jordi Torres          | Pedercini Racing         | Kawasaki ZX-10RR     | 22   | +40.926   | 12º     | 2     |
| 15º  | 23 | Ryūichi Kiyonari      | Moriwaki Althea Honda    | Honda CBR1000RR      | 22   | +41.616   | 17º     | 1     |
| 16º  | 21 | Michael Ruben Rinaldi | Barni Racing             | Ducati Panigale V4 R | 21   | +1 giro   | 8º      |       |

#### Ritirati
| Nº | Pilota               | Squadra                 | Motocicletta     | Giri | Griglia |
| -- | -------------------- | ----------------------- | ---------------- | ---- | ------- |
| 54 | Toprak Razgatlıoğlu  | Turkish Puccetti Racing | Kawasaki ZX-10RR | 17   | 14º     |
| 17 | Troy Herfoss         | Penrite Honda Racing    | Honda CBR1000RR  | 5    | 19º     |
| 52 | Alessandro Delbianco | Althea Mie Racing       | Honda CBR1000RR  | 0    | 18º     |

### Supersport

#### Arrivati al traguardo
| Pos. | Nº | Pilota                | Squadra                      | Motocicletta     | Giri | Tempo     | Griglia | Punti |
| ---- | -- | --------------------- | ---------------------------- | ---------------- | ---- | --------- | ------- | ----- |
| 1º   | 21 | Randy Krummenacher    | Bardahl Evan Bros.           | Yamaha YZF R6    | 16   | 26'22.386 | 2º      | 25    |
| 2º   | 16 | Jules Cluzel          | GMT94 Yamaha                 | Yamaha YZF R6    | 16   | +6.157    | 3º      | 20    |
| 3º   | 64 | Federico Caricasulo   | Bardahl Evan Bros.           | Yamaha YZF R6    | 16   | +7.338    | 1º      | 16    |
| 4º   | 80 | Héctor Barberá        | Toth by Willirace            | Yamaha YZF R6    | 16   | +9.918    | 7º      | 13    |
| 5º   | 36 | Thomas Gradinger      | Kallio Racing                | Yamaha YZF R6    | 16   | +15.035   | 6º      | 11    |
| 6º   | 78 | Hikari Ōkubo          | Kawasaki Puccetti Racing     | Kawasaki ZX-6R   | 16   | +17.256   | 8º      | 10    |
| 7º   | 94 | Corentin Perolari     | GMT94 Yamaha                 | Yamaha YZF R6    | 16   | +17.428   | 14º     | 9     |
| 8º   | 56 | Péter Sebestyén       | CIA Landlord Insurance Honda | Honda CBR600RR   | 16   | +23.595   | 13º     | 8     |
| 9º   | 95 | Jules Danilo          | CIA Landlord Insurance Honda | Honda CBR600RR   | 16   | +29.007   | 12º     | 7     |
| 10º  | 84 | Loris Cresson         | Kallio Racing                | Yamaha YZF R6    | 16   | +29.017   | 19º     | 6     |
| 11º  | 7  | Tom Toparis           | Landbridge Transport Yamaha  | Yamaha YZF R6    | 16   | +32.009   | 15º     | 5     |
| 12º  | 44 | Lucas Mahias          | Kawasaki Puccetti Racing     | Kawasaki ZX-6R   | 16   | +34.503   | 9º      | 4     |
| 13º  | 74 | Jaimie van Sikkelerus | MPM WILSport Racedays        | Honda CBR600RR   | 16   | +34.933   | 20º     | 3     |
| 14º  | 30 | Glenn van Straalen    | EAB Racing                   | Kawasaki ZX-6R   | 16   | +44.604   | 22º     | 2     |
| 15º  | 86 | Ayrton Badovini       | Pedercini Racing             | Kawasaki ZX-6R   | 16   | +46.563   | 17º     | 1     |
| 16º  | 6  | María Herrera         | MS Racing                    | Yamaha YZF R6    | 16   | +51.584   | 18º     |       |
| 17º  | 10 | Nacho Calero          | Orelac Racing VerdNatura     | Kawasaki ZX-6R   | 16   | +51.594   | 21º     |       |
| 18º  | 3  | Raffaele De Rosa      | MV Agusta Reparto Corse      | MV Agusta F3 675 | 15   | +1 giro   | 4º      |       |

#### Ritirati
| Nº | Pilota           | Squadra                 | Motocicletta     | Giri | Griglia |
| -- | ---------------- | ----------------------- | ---------------- | ---- | ------- |
| 32 | Isaac Viñales    | Kallio Racing           | Yamaha YZF R6    | 13   | 11º     |
| 22 | Federico Fuligni | MV Agusta Reparto Corse | MV Agusta F3 675 | 6    | 5º      |
| 61 | Gabriele Ruiu    | Gemar - Ciociaria Corse | Honda CBR600RR   | 4    | 16º     |
| 38 | Hannes Soomer    | MPM WILSport Racedays   | Honda CBR600RR   | 2    | 10º     |